# Blurb, Inc.
Blurb est une plateforme américaine d’auto-édition qui permet à ses utilisateurs de créer, d’auto-publier, de promouvoir, de partager et de vendre leurs propres imprimés et livres numériques. Blurb propose des outils de création de livres répondant à diverses compétences numériques.

## Histoire
La société a été fondée en 2005 par Eileen Gittins et financée par Canaan Partners et Anthem Venture Partners. Le siège de Blurb est situé à San Francisco, en Californie. Depuis sa création, Blurb a livré plus de 14 millions de livres créés par plus d'un demi-million de clients. Le site Web de Blurb est traduit en 6 langues et l'entreprise est présente dans plus de 70 pays et territoires.
Le magazine Time a classé Blurb parmi les "50 sites Web les plus cool" de 2006.
La société a reçu 21,6 millions de dollars en capital de risque et génère des revenus de près de 100 millions de dollars par an.
Blurb a annoncé un partenariat avec Amazon en avril 2014. L'accord permet aux livres conçus par Blurb d'être vendus et distribués sur la plate-forme Amazon. Le partenariat permet l'auto-édition sur la plateforme avec une réduction de 15% sur les livres Blurb, soit une réduction des frais antérieurs allant jusqu'à 45% Amazon a accepté de payer les frais d'accès aux près de deux millions d'auteurs de Blurb, qui ont produit 8 millions. de livres depuis 2006.
En mai 2014, Blurb a acquis MagCloud une plate-forme d’auto-édition pour magazines, dans le cadre d’un contrat de licence avec HP. Dans le cadre de cet accord, Blurb a repris la technologie et la gestion de la société, ainsi que près de 10 000 clients. Blurb offrira des services d’entreposage et d’exécution à ses clients, agissant comme un guichet unique pour les éditions de boutique et de niche.

## Services proposés
Les outils de création de livres de Blurb incluent BookWright (un outil téléchargeable), Bookify (un outil en ligne) et le plug-in de Blurb pour Adobe InDesign, qui permet aux fabricants de créer et de télécharger les fichiers PDF de leurs livres directement depuis InDesign. Adobe Lightroom 4 & 5 comprend un module de livre intégré que les utilisateurs de Lightroom peuvent utiliser pour créer et télécharger leurs livres directement dans Blurb pour impression ou création sous forme de livre numérique.
Les auteurs Blurb peuvent promouvoir et partager leurs livres (y compris les livres numériques) grâce aux outils de marketing en ligne gratuits de Blurb. Ils peuvent également fixer leurs prix et vendre leurs livres imprimés et leurs livres numériques dans la librairie en ligne de Blurb. Les auteurs conservent 100% de leur marge avec des livres imprimés et 80% de leur coût de vente avec des livres numériques. La technologie d'impression à la demande de Blurb permet aux auteurs d'imprimer autant de livres commandés. Blurb propose sept formats de livre, des options de couverture rigide et souple, ainsi qu'une gamme de papiers et de feuilles de qualité supérieure et professionnelle. Les livres numériques Blurb sont au format fixe, ce qui leur permet de conserver les mêmes emplacements d'image et de texte lorsqu'ils sont visualisés sur l'iPad Apple comme dans la version de livre imprimée.

## Logiciel
Blurb permet à ses clients d’utiliser différents logiciels pour créer leur propre livre.
- BookWright[11]
- Plug-in Adobe InDesign[12]

## Récompense
- En avril 2008, Blurb a été nommé pour un Webby Award 2008[13]
- En août 2010, Blurb a été annoncé gagnant du prix Open Award 2010 de l' AOP[14].
- Blurb était une entreprise médiatique n ° 1 du groupe Inc 500 en 2010[15].